# 金明竹
『金明竹』（きんめいちく）は古典落語の演目。主に東京で広く演じられる。『錦明竹』『錦名竹』『金銘竹』とも表記する。
骨董屋（古美術店）を舞台に、あまり頭のよくない使用人（小僧）が店頭での来客の応対に難航し、それを助けに出てきた主人の妻もうまく言伝を話すことができずに往生する様子を描く。店の小僧と客のおかしなやり取りを描いた前半部および、小僧と店主の妻が上方者の難解な言葉に振り回される後半部の二部構成となっており、多くは後半部のみ演じられる。
興津要は、前半部分を初代石井宗叔が作り、いったん大坂に広まった後、後半部分を加えて、明治時代に江戸に再輸入されたとする。一方、武藤禎夫は演題からみて後半部分が本来の演目で、前半部分が後から付け加えられたのではないかと述べている。後半は初代林屋正蔵が1834年（天保5年）に出版した自作落語集『百歌撰』上巻の「阿房の口上」が元になっている。武藤禎夫は前半の原話について、十返舎一九が狂言『骨皮新発意（ほねかわしぼち）』をもとにして作った、『臍くり金』（享和2年・1802年）収録の小咄「無心の断り」（寺の和尚が無心に来た来客に何でも貸す小坊主に断り方を教え、違う品を所望する来客におかしな断り方をする内容）を挙げている。
興津要によると、『寿限無』と並ぶ前座噺であるが、本演目の方が難易度は高い。

## あらすじ

### 前半
骨董屋を経営しているおじ（以下、店主）のもとに世話になっている少年（松公あるいは与太郎。以下「小僧」）が店番をしていると、急に雨が降ってきて、ひとりの男が「雨宿りのために、軒（のき）を貸してくれ」と言って店に入ってくる。「軒先にいさせてくれ」という意味だが、小僧は言葉通りに受け取って「軒を持って行かれる」と勘違いしたため、おじが最近買ったばかりの高級な蛇の目傘を与え、「返してくれなくてもいい」と言って送り出した。このことを聞いた店主が「こういうときは『うちにあった貸し傘は、長じけ（＝悪天候が続いたことによる酷使）でバラバラになりまして、使い物になりません。焚きつけにでもしよう、と思って、束ねて物置に放り込んであります』と言って断るんだ」と言って小僧を叱る。その直後、向かいの家の住人が「うちの押し入れでネズミが暴れて困るので、お宅のネコをお借りしたい」と言ってきた。小僧は「うちの貸しネコは、こないだからの長じけでバラバランなっちゃって。焚きつけにしようと思って、物置に放り込んであるン……」
店主は再び小僧を叱る。「ネコらしい断り方、ってェのがあるんだよ。『うちにもネコが1匹おりますが、この間からすっかりさかりがつきまして、とんと（＝まったく）うちへ寄りつきません。久しぶりで帰ってきたと思ったら、どこかでエビのしっぽでも食べたんでしょう、すっかりお腹を下しておりまして、マタタビをなめさして奥へ寝かせてあります』これがネコの断りようじゃねェか」その後、隣町にある出入り業者・相模屋からの使いがやって来て、「目利きを手伝ってもらいたいので、旦那さまの顔をお借りしたい」と言う。小僧は「うちにも旦那が1匹おりますが、この間からすっかりさかりがつきまして、とんとうちへ寄りつきません。久しぶりで帰ってきたと思ったら、どこかでエビのしっぽでも食べたんでしょう、すっかりお腹を下しておりまして、マタタビをなめさして奥へ寝かせてあります」

### 後半
店主が店を出たあと、ひとりの上方者らしい男がやって来て、以下のことを早口で一気にまくし立てる（以下は一例）。
「わては、中橋の加賀屋佐吉方から使いに参じまして、先度、仲買の弥市が取り次ぎました、道具七品（ななしな）のうち、祐乗（ゆうじょ）・光乗（こうじょ）・宗乗（そうじょ）三作の三所物（みところもん）。ならび、備前長船の則光（のりみつ）。四分一ごしらえ、横谷宗珉の小柄（こづか）付きの脇差……柄前（つかまえ）な、旦那さんはタガヤサン（あるいは、古タガヤ）や、と言うとりましたが、埋もれ木やそうで、木ィが違うとりましたさかい、ちゃんとお断り申し上げます。次はのんこの茶碗。黄檗山金明竹、遠州宗甫の銘がございます寸胴の花活け。織部の香合。『古池や蛙飛びこむ水の音』言います風羅坊正筆の掛物。沢庵・木庵・隠元禅師貼り混ぜの小屏風……この屏風なァ、わての旦那の檀那寺が兵庫におまして、兵庫の坊（ぼん）さんのえろう好みます屏風じゃによって、『表具にやって兵庫の坊主の屏風にいたします』と、こないお言づけを願いとう申します」
強いなまりの上、業界特有の符牒や省略語に満ちた上方者の言葉の意味を、小僧は理解できず、あっけにとられながらも、面白がって「3銭やるからもういっぺんやれ」とからかう。小僧は上方者の伝えようとする伝言をもう一度聞くが、結局飽きてしまい「おばさん、変な人が来た」と叫んで、店主の妻を呼ぶ。「ああ、お家（いえ）はんでっか」「お湯屋さんはあちらですよ?」店主の妻も上方者の言葉がさっぱりわからない。上方者は同じ話を4回もさせられたあげく、クタクタに疲れ、逃げるように帰ってしまった。
相模屋から帰ってきた店主は、妻から上方者の来訪について報告を受ける。「ええと、中橋の加賀屋佐吉さんのお使いの方が……」「仲買の弥市なら、おめえだって知ってるだろ?」「弥市っつぁんの使いの方がお見えになったの。この弥市っつぁんが、気が違っちゃったって」「なんだって?」「遊女を身請けしたの。孝女だったの。で、掃除が好きなの」「掃除が好きな遊女があってもいい。それがどうした?」「なんでも、遊女を寸胴切りにしちゃって、弥市っつぁん逃げようと御座船に乗って備前へ。船ではたくあんとインゲン豆のお茶漬けばかり食べて、いくら食べても、のんこのしゃあ」「話がさっぱりわからねえ」「そしたら船は兵庫に着いちゃって、そしたらあなた、お寺がありましてね。お坊さんがいるんです」「そりゃ寺に坊さんがいたって、ちっとも不思議はない」「そのお坊さんと、なんですか、屏風の陰でいっしょに寝たという……」「少しはっきりしているところはないのかい」「あっ、思い出しました。古池に飛び込んだんです」「弥市が古池へ飛び込んだ!? あいつには道具七品を買うように手金を打ってあった（＝報酬を支払っていた）んだが、それを買ってかい?」
「いいえ、カワズ」（買わず＝蛙）

## バリエーション
加賀屋から来た男の方言について、名古屋市出身の3代目三遊亭圓丈は名古屋弁に、立川談笑は津軽弁に、それぞれ変えて演じている。